# Tour de Thaïlande
Le Tour de Thaïlande (officiellement The Princess Maha Chakri Sirindhorn's Cup Tour of Thailand) est une course cycliste par étapes thaïlandaise. Créé en 2006, il fait partie de l'UCI Asia Tour, en catégorie 2.2; et 2.1 depuis 2017.
Une version féminine existe également depuis 2012.
En 2020, la course est disputée en octobre en raison de la pandémie de Covid-19.

## Palmarès
| Année | Vainqueur             | Deuxième               | Troisième             |
| ----- | --------------------- | ---------------------- | --------------------- |
| 2006  | Li Fuyu               | Hossein Askari         | Stephen Gallagher     |
| 2007  | Ahad Kazemi           | Tonton Susanto         | Hossein Jahanbanian   |
| 2008  | Alex Coutts           | Erik Hoffmann          | Björn Papstein        |
| 2009  | Andrew Bajadali       | Phuchong Sai-udomsin   | Jonathan Lovelock     |
| 2010  | Kiel Reijnen          | Nicholas White         | Deon Locke            |
| 2011  | Tobias Erler          | Miyataka Shimizu       | Bradley Hall          |
| 2012  | Mitchell Lovelock-Fay | Muradjan Halmuratov    | David Edwards         |
| 2013  | Choi Ki-ho            | William Walker         | Yasuharu Nakajima     |
| 2014  | Yasuharu Nakajima     | Cheung King-lok        | Francisco Mancebo     |
| 2015  | Yasuharu Nakajima     | Kōhei Uchima           | Cheung King-lok       |
| 2016  | Ben Hill              | Zhandos Bizhigitov     | Ko Siu-wai            |
| 2017  | Yevgeniy Gidich       | Ma Guangtong           | Alan Marangoni        |
| 2018  | Benjamin Dyball       | Artem Ovechkin         | Thomas Lebas          |
| 2019  | Ryan Cavanagh         | Marcos García          | Thomas Lebas          |
| 2020  | Nikodemus Holler      | Sarawut Sirironnachai  | Valentin Midey        |
| 2021  | Jambaljamts Sainbayar | Adne van Engelen       | Sarawut Sirironnachai |
| 2022  | Alan Banaszek         | Yūma Koishi            | Raymond Kreder        |
| 2023  | Tegshbayar Batsaikhan | Jambaljamts Sainbayar  | Yūma Koishi           |
| 2024  | Adne van Engelen      | Thanakhan Chaiyasombat | Anatoliy Budyak       |
| 2025  | Alexander Salby       | Simon Pellaud          | Lorenzo Quartucci     |